# Ministère de la Défense (Lettonie)
Pour les autres articles nationaux ou selon les autres juridictions, voir Ministère de la Défense.
Le Ministère de la Défense de la République de Lettonie (letton : Latvijas Republikas Aizsardzības ministrija) est le ministère gouvernemental letton chargé de la création et de la mise en  des politiques de sécurité et de défense nationales, et chargé de la gestion et du contrôle des activités des agences subordonnées.
Le ministère est dirigé par le ministre de la Défense qui est désigné politiquement. Il s'agit depuis le 15 septembre 2023 d'Andris Sprūds.

## Liste des ministres
| Nom | Nom                      | Image           | Durée             | Durée             | Parti                          | Premier ministre | Premier ministre        |
| --- | ------------------------ | --------------- | ----------------- | ----------------- | ------------------------------ | ---------------- | ----------------------- |
|     | Tālavs Jundzis           |                 | 19 novembre 1991  | 3 août 1993       | Front populaire                |                  | Ivars Godmanis          |
|     | Valdis Pavlovskis        |                 | 3 août 1993       | 19 septembre 1994 | Voie lettonne                  |                  | Valdis Birkavs          |
|     | Jānis Arveds Trapāns     |                 | 19 septembre 1994 | 23 mai 1995       | Indépendant                    |                  | Māris Gailis            |
|     | Andrejs Krastiņš         |                 | 21 décembre 1995  | 12 mai 1997       | LNNK                           |                  | Andris Šķēle            |
|     | Tālavs Jundzis           |                 | 6 juin 1997       | 27 octobre 1998   | KDS                            |                  | Andris Šķēle            |
|     | Tālavs Jundzis           | Guntars Krasts  | 6 juin 1997       | 27 octobre 1998   | KDS                            |                  |                         |
|     | Ģirts Valdis Kristovskis |                 | 26 novembre 1998  | 9 mars 2004       | Pour la patrie et la liberté   |                  | Vilis Krištopans        |
|     | Ģirts Valdis Kristovskis | Andris Šķēle    | 26 novembre 1998  | 9 mars 2004       | Pour la patrie et la liberté   |                  |                         |
|     | Ģirts Valdis Kristovskis | Andris Bērziņš  | 26 novembre 1998  | 9 mars 2004       | Pour la patrie et la liberté   |                  |                         |
|     | Ģirts Valdis Kristovskis | Einars Repše    | 26 novembre 1998  | 9 mars 2004       | Pour la patrie et la liberté   |                  |                         |
|     | Atis Slakteris           |                 | 9 mars 2004       | 2 décembre 2004   | Parti populaire                |                  | Indulis Emsis           |
|     | Einars Repše             |                 | 2 décembre 2004   | 23 décembre 2005  | Nouvelle Ère                   |                  | Aigars Kalvītis         |
|     | Linda Abu Meri           |                 | 5 janvier 2006    | 7 avril 2006      | Nouvelle Ère                   |                  | Aigars Kalvītis         |
|     | Atis Slakteris           |                 | 8 avril 2006      | 20 décembre 2007  | Parti populaire                |                  | Aigars Kalvītis         |
|     | Vinets Veldre            |                 | 20 décembre 2007  | 12 mars 2009      | Parti populaire                |                  | Ivars Godmanis          |
|     | Imants Lieģis            |                 | 12 mars 2009      | 3 novembre 2010   | Union civique                  |                  | Valdis Dombrovskis      |
|     | Artis Pabriks            |                 | 3 novembre 2010   | 22 janvier 2014   | Unité                          |                  | Valdis Dombrovskis      |
|     | Raimonds Vējonis         |                 | 22 janvier 2014   | 7 juillet 2015    | Union des verts et des paysans |                  | Laimdota Straujuma      |
|     | Raimonds Bergmanis       |                 | 8 juillet 2015    | 23 janvier 2019   | Union des verts et des paysans |                  | Laimdota Straujuma      |
|     | Raimonds Bergmanis       | Māris Kučinskis | 8 juillet 2015    | 23 janvier 2019   | Union des verts et des paysans |                  |                         |
|     | Artis Pabriks            |                 | 23 janvier 2019   | 14 décembre 2022  | Développement/Pour !           |                  | Arturs Krišjānis Kariņš |
|     | Ināra Mūrniece           |                 | 14 décembre 2022  | 15 septembre 2023 | Alliance nationale             |                  | Arturs Krišjānis Kariņš |
|     | Andris Sprūds            |                 | 15 septembre 2023 | en cours          | Les Progressistes              |                  | Evika Siliņa            |